# Kuntibandali
Kuntibandali (en népalais : कुन्टा बण्डाली) est un comité de développement villageois du Népal situé dans le district d'Achham. Au recensement de 2011, il comptait 3 169 habitants.